# Alectra vogelii
Espèce
Alectra vogelii est une espèce de plantes dicotylédones de la famille des Orobanchaceae, originaire d'Afrique subsaharienne.
C'est une plante herbacée annuelle, hémi-parasite épirhize, qui est toujours associée aux cultures de légumineuses, en particulier niébé et arachide, dans les régions semi-arides d'Afrique subsaharienne. Elle présente un port dressé, la plante émergeant à partir d'une tige souterraine qui naît d'un tubercule amylifère fixé sur les racines de la plante-hôte. L'espèce est inconnue dans la végétation sauvage. 

## Description
Alectra vogelii est une plante herbacée annuelle pouvant atteindre 45 cm de hauteur, avec souvent une seule tige, parfois ramifiée à partir du niveau du sol. Les feuilles aériennes, alternes ou subopposées, sessiles, de 1,5 à 3,5 cm de long sur 0,3 à 1,5 cm de large, sont poilues (hispides) comme les tiges, et présentent une morphologie variable selon les régions géographiques. En particulier, le bord des feuilles peut être entier ou denté, avec deux à six dents plus ou moins acérées.
Le système racinaire est constitué par un tubercule sphérique atteignant 2 cm de diamètre, qui est en fait un haustorium attaché aux racines de l'hôte et composé d'une masse de tissus de l'hôte et du parasite et de racines adventives orange du parasite.
Les fleurs apparaissent isolément à l'aisselle des feuilles supérieures ou des bractées. Jusqu'à dix fleurs peuvent s'ouvrir le même jour. Le calice, couvert de poils denses, est composé de cinq lobes triangulaire à sommet obtus. La corolle tubulaire, de 0,6 à 1 cm de diamètre, un peu plus longue que le calice, est formée de cinq pétales soudés à la base. Les pétales jaune pâle présentent parfois trois nervures rouge foncé. Les anthères et les filaments sont glabres.
Le fruit est une capsule globuleuse d'environ 5 mm de diamètre à maturité, qui reste recouverte par les pétales fanés. Déhiscente, elle s'ouvre en deux valves à maturité.
Les graines, ovoïdes, fines comme de la poussière (0,3 mm de long), ont une structure complexe. La couche cellulaire externe de la testa est modifiée en une structure conique ou en forme de trompette d'environ 1 mm de longueur dans laquelle est suspendu le « noyau » de la graine, d'environ 0,15 sur 0,25 mm. L'enveloppe de la graine est réticulée en surface,.

## Espèces-hôtes
Alectra vogelii a une large gamme de plantes-hôtes qui appartiennent pour l'essentiel à la famille des Leguminoseae. Ce sont surtout des plantes cultivées comme le niébé (de loin la principale espèce parasitée dans toute l'aire de répartition du parasite), le pois bambara, l'arachide, le haricot commun, le soja, le haricot mungo et le haricot tépari. Parmi les légumes secs largement cultivés, seul le pois d'Angole n'est jamais parasité. Des attaques occasionnelles ont été signalées sur le pois chiche et de haricot d'Espagne.
D'autres espèces de légumineuses, telles que la dolique lablab et le pois mascate introduites comme cultures fourragères ou engrais vert dans les zones infestées, sont également attaquées.
Alectra vogelii parasite aussi certaines mauvaises herbes de la famille des légumineuses, notamment des espèces des genres Indigofera et Thephrosia, et parfois d'autres familles végétales, notamment les espèces Acanthospermum hispidum et Vernonia poskeana (Compositae), et les genres Euphorbia (Euphorbiaceae) et Hibiscus (Malvaceae).
Cette gamme d'hôtes varie parfois selon les régions géographiques. Ainsi les populations d'Alectra vogelii du Mali, du Nigeria et du Cameroun peuvent attaquer l'arachide et le niébé, mais celles de l'est du Botswana et des régions du nord de la province sud-africaine du Limpopo, attaquent aussi l'arachide et le niébé, mais également le haricot mungo. Au Kenya, au Malawi et dans l'est de la province du Limpopo, le pois bambara s'ajoute à la gamme des cultures parasitées.

## Distribution et habitat
Alectra vogelii est connue pour infester diverses cultures de légumineuses à grains (légumes secs) dans une aire agro-écologique s'étendant d'ouest en est de la Guinée à l'Éthiopie, et du nord au sud du Mali et du Soudan jusqu'au nord de l'Afrique du Sud et au Swaziland, en passant par l'Afrique centrale,.
La plante se rencontre dans les zones de savane semi-arides d’Afrique subsaharienne, presque toujours sur les cultures généralement de légumineuses. Lorsque l'espèce est signalée en association avec des légumineuses non cultivées et rarement des non-légumineuses, ces cas impliquent toujours des plantes adventices sur des terres en jachère ou cultivées et jamais la végétation naturelle. Ses exigences climatiques sont similaires à celles de Striga gesnerioides et, dans de nombreux cas, les deux espèces sont sympatriques.

## Synonymes
Selon The Plant List (12 août 2019) :
- Alectra angustifolia Engl.
- Alectra hippocrepandra (Hiern) Hemsl.
- Alectra merkeri Engl.
- Alectra scharensis Engl.
- Melasma hippocrepandrum Hiern